# フレンチメン・ストリート

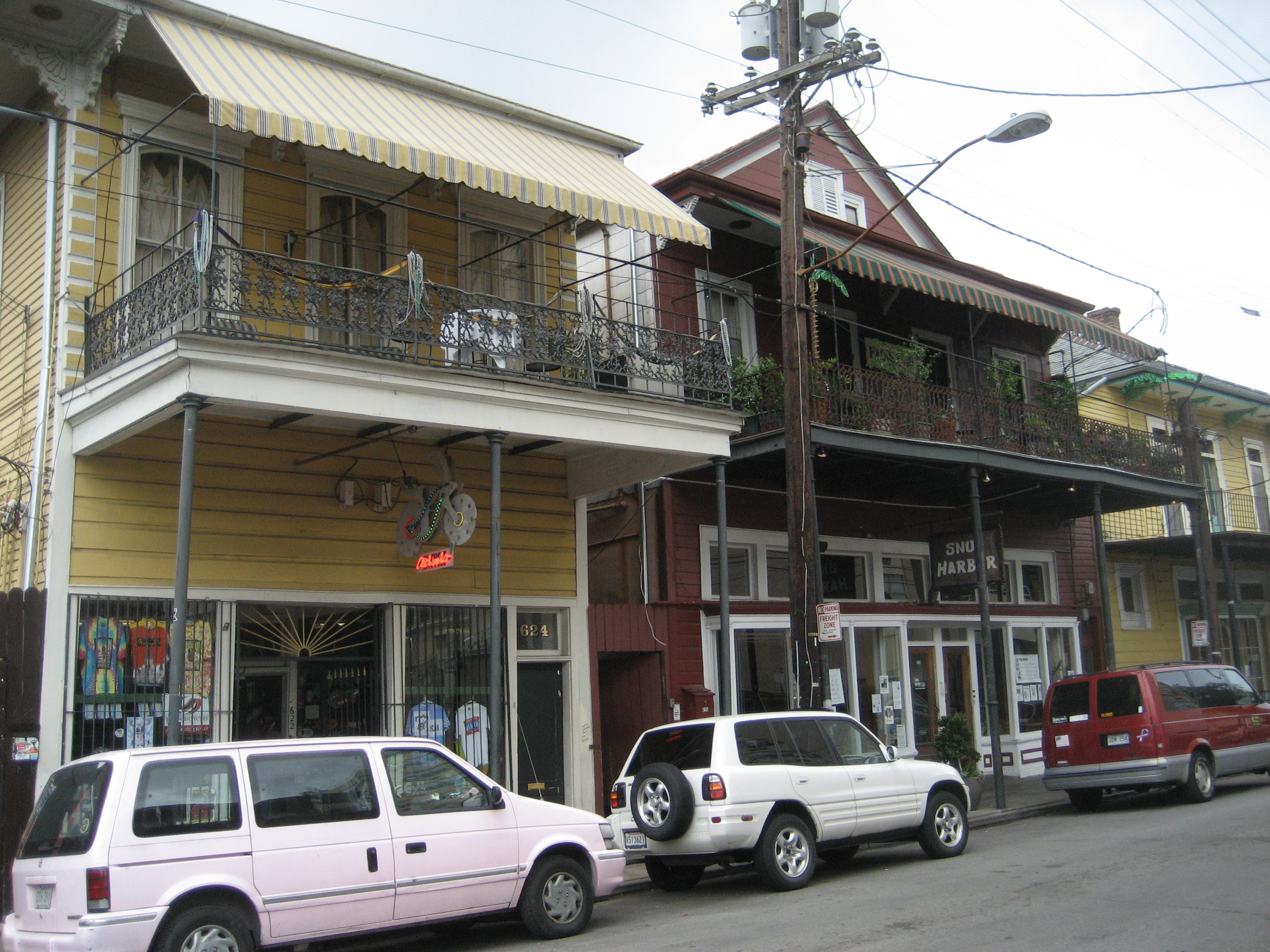
フレンチメン・ストリート沿いのスナッグ・ハーバー前の風景

フレンチメン・ストリート (Frenchmen Street)は、アメリカ合衆国ルイジアナ州ニューオーリンズの第７区に位置する通りの名称である。
フレンチメン・ストリートの最も著名な部分は、フレンチ・クオーターに隣接したフォーバーグ・マリニー地域の短い地域であり、スナッグ・ハーバー、ブルー・ナイル、d.b.aなどの著名なライブハウスに加え、レストラン、バーなどの店舗が多く軒を連ねる繁華街となっている。
フレンチメン・ストリートはミシシッピ川に近いエスプラネード・アベニューとの交差点からはじまり、ジェンティリー地域の方へ延びている。
ジェリー・ロール・モートンが幼少期を過ごした家が、クレイボーン・アベニューからミシシッピ川方面へ１ブロック入ったフレンチメン・ストリート沿いにある。